# Nusalala brachyptera
Nusalala brachyptera là một loài côn trùng trong họ Hemerobiidae thuộc bộ Neuroptera. Loài này được Oswald miêu tả năm 1997.